# Dansk Rugby Union
Dansk Rugby Union (DRU) er stiftet i 1950 af Eigil Hemmert Lund. DRU har omkring 2.500 medlemmer og mere end 30 klubber.
Foreningen organiserer DRU Superliga, der er den højeste liga i den nationale rugbyliga i Danmark. 

## Historie
Rugby Union er blevet spillet i Danmark siden 1931, men Dansk Rugby Union blev ikke dannet før 1950. 
DRU blev en del af Danmarks Idrætsforbund i 1971 og senere dette år blev de medlem af FIRA-AER (Europæisk Rugby Union). I 1974 var DRU med til at danne Nordisk Rugby Union (i dag Skandinavisk Rugby Union). 
I 1988 blev Dansk Rugby Union en del af International Rugby Board.

## Ekstern kilde
- Officiel hjemmeside